# ایان مک‌میلان
جان لیوینگستون مک‌میلان (انگلیسی: John Livingstone McMillan؛ ۱۸ مارس ۱۹۳۱–۱۶ فوریه ۲۰۲۴) بازیکن و مربی فوتبال اهل اسکاتلند بود.
از باشگاه‌هایی که در آن بازی کرده‌است می‌توان به باشگاه فوتبال رنجرز اشاره کرد. وی همچنین در تیم‌های ملی فوتبال اسکاتلند و اسکاتلند ب بازی کرده‌است.